# Erimonax monachus
Erimonax monachus es una especie de peces de la familia de los
Cyprinidae en el orden de los Cypriniformes.

## Morfología
- Los machos pueden llegar alcanzar los 11 cm de longitud total.[1][2]

## Alimentación
Come insectos acuáticos, especialmente quironómidos,  moscas negras y larvas de tricópteros.

## Hábitat
Es un pez de agua dulce y de clima templado.

## Distribución geográfica
Se encuentran en Norteamérica:  cuenca del río Tennessee desde Virginia, Carolina del Norte, Tennessee y  Georgia hasta Alabama.